# Olav Bruvik
Olav Bruvik (* 22. November 1913 in Haus, Kommune Osterøy; † 30. Dezember 1962) war ein norwegischer Gewerkschafter und Politiker der Arbeiderpartiet. Von Februar 1961 bis zu seinem Tod im Dezember 1962 war er der Sozialminister seines Landes.

## Leben
Bruvik arbeitete von 1930 bis 1935 als Schmied, bevor er eine Lehre in der Textilbranche begann. Er arbeitete bis 1944 bei seinem Ausbildungsbetrieb. Im Jahr 1945 erhielt er am Anschluss an die deutsche Besetzung Norwegens die Deltagermedalje, eine Medaille, die an norwegische Kriegsteilnehmer ausgeteilt wurde. Von 1945 bis 1949 war er zunächst der stellvertretende Vorsitzende des norwegischen Textilarbeiterverbands Norsk Tekstilarbeiderforbund, bevor er bis 1962 als Vorsitzender fungierte. In der Zeit von 1949 bis 1962 war er zudem Mitglied im Branchenrat der Textilindustrie.
Am 18. Februar 1961 wurde er zum Sozialminister in der Regierung Gerhardsen III ernannt. Er übte das Amt bis zu seinem Tod am 30. Dezember 1962 aus. Er starb bei einer Skitour im Alter von 49 Jahren.

## Werke
- 1957: Tillitsmannen i tekstil
- 1962: Fagorganisasjonen viser vei. Fagorganisasjonen og det moderne samfunn